# Ljubomir Kokeza
Ljubomir Kokeza (* 15. Mai 1920 in Split; † 22. August 1992 ebenda) war ein jugoslawischer Fußballspieler auf der Position eines Verteidigers, der mit seinem langjährigen Verein Hajduk Split zwischen 1940/41 und 1954/55 insgesamt sechs Meistertitel gewann. Außerdem kam Kokeza in den Jahren 1946 und 1952 zu zwei Länderspieleinsätzen für Jugoslawien. 

## Erfolge
- Kroatischer Meister: 1941, 1945, 1946
- Jugoslawischer Meister: 1950, 1952, 1955